# Taketori Monogatari

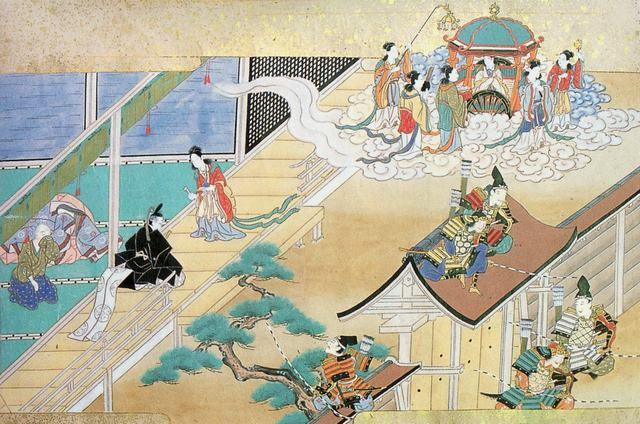
Prinses Kaguya keert terug naar de maan

Taketori Monogatari (Japans: 竹取物語) ook bekend als Prinses Kaguya (Japans: かぐや姫,Kaguya-hime), De maanprinses of Kaguya-hime no Monogatari (Japans: かぐや姫の物語) is een Japans sprookje dat waarschijnlijk uit de 10e eeuw stamt. Het verhaal wordt gezien als een van de eerste Sciencefiction-verhalen.

## Het verhaal
Een kinderloze oude bamboeverzamelaar vindt een schijnende bamboestok. Hij snijdt deze open en vindt erin een baby die zo groot is als zijn duim. Hij en zijn vrouw besluiten het meisje samen groot te brengen. Ze noemen haar Kaguya-hime. Vanaf dit moment begint de verzamelaar ook brokjes goud aan te treffen in de bamboe en al snel worden hij en zijn vrouw rijk.
Als de mysterieuze Kaguya eenmaal volwassen is willen veel mannen haar trouwen vanwege haar legendarische schoonheid. Aan vijf prinsen geeft ze een opdracht met de belofte dat ze zal trouwen met de man die de opdracht zal uitvoeren. Ze moeten allemaal een heilig of mythologisch voorwerp zoeken en naar haar toe brengen. Geen van de vijf lukt het zijn opdracht met succes uit te voeren. Drie van hen proberen haar voor de gek te houden maar Kaguya doorziet dit. Een vierde sterft tijdens zijn reis en de vijfde prins geeft het op. Ook de Keizer van Japan komt om haar hand vragen maar hij wordt door haar afgewezen. Ze is niet Japans en kan daarom nooit keizerin worden.
Maar Kaguya heeft een geheim en elke keer als ze de Maan ziet begint ze te huilen. Uiteindelijk vertelt ze haar adoptieouders dat ze ooit op de Maan leefde maar tijdelijk naar de Aarde was gestuurd. De reden hiervan verschilt per verhaal. Ze vertelt binnenkort naar huis terug te zullen keren. Als de Keizer dit hoort laat hij haar huis bewaken maar als de escorte komt om haar te halen kunnen ze haar niet tegenhouden. Kaguya bedankt haar ouders en schrijft een brief aan de keizer met een flesje levenselixer en geeft dit mee aan een van de bewakers. Hierna vertrekt ze naar de Maan.
De Keizer leest de brief en is ontroostbaar. Hij vraagt aan zijn dienaar, "Welke berg staat het dichtst bij de Hemel?" als antwoord krijgt hij de Grote Berg in Suruga. Hij geeft opdracht om de brief op de top van de berg te laten verbranden, in de hoop dat zijn bericht de prinses zal bereiken. Hij geeft ook de opdracht om het elixer te verbranden, want hij wil immers niet eeuwig leven als hij niet bij Kaguya kan zijn.
De legende zegt dat het woord onsterfelijkheid (不死, fushi, of fuji) de naam van de berg Fuji heeft gegeven en refereert aan het levenselixer dat op die berg verbrand zou zijn. Men zegt ook dat de kanji van de berg, 富士山 (letterlijk "Berg Overvloed met Krijgers"), is afgeleid van het leger van de Keizer dat de berg beklom om zijn opdracht uit te voeren.

## Eigentijdse bewerkingen
- Pauline van de Ven schreef een Nederlandse bewerking voor volwassenen, Het verhaal van de bamboesnijder (De Geus, Breda 2003).